# Mossala

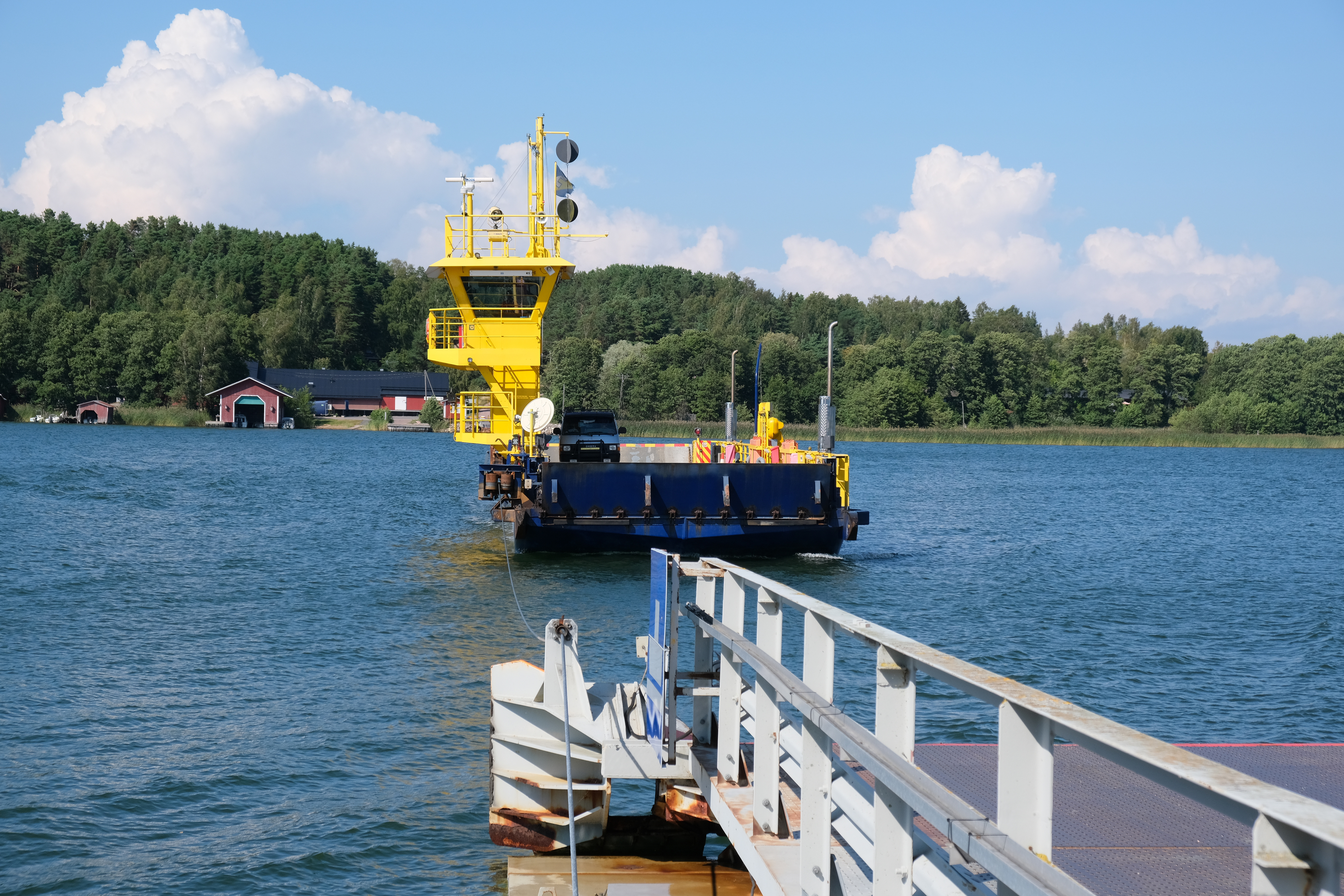
Färjan till Mossola, sedd från Björkö

Mossala är en ö på 7,4 kvadratkilometer med 64 invånare i Pargas i i landskapet Egentliga Finland i Finland. 
Mossala har färjeförbindelse. Museiverket har definierat byn Mossala som nationellt betydelsefull byggd kulturmiljö som en del av skärgårdsmiljön i västra Åboland.